# Faure Island
Faure Island ist eine 58 km² große Insel, die in der Shark Bay in Western Australia liegt. Sie ist umgeben vom Shark Bay Marine Park, einem Teil des UNESCO-Welterbes. Die Insel wurde landwirtschaftlich genutzt und auf ihr befindet sich jetzt ein Naturschutzgebiet, die Faure Island Sanctuary, das von der Australian Wildlife Conservancy (AWC) betrieben und überwacht wird.

## Geschichte
Den Namen der Insel vergab der französische Entdeckungsreisende Nicolas Baudin (1777–1855) im Jahr 1801 und ehrte damit den Geographen Pierre Faure, der ihn auf Forschungsreisen begleitete.
Nachdem die Insel über 100 Jahre lang zur Schaf- und Ziegenzucht genutzt wurde, übernahm sie der AWC im Jahr 1999, beendete die landwirtschaftliche Nutzung und begann im gleichen Jahr ihre Wiederherstellung auf einen Zustand entsprechend der Zeit vor der britischen Kolonisierung Australiens.

## Landschaft
Die Insellandschaft wird von Sanden und Sanddünen sowie von Lehmböden in den niederen Lagen geprägt. Auf der Insel wachsen Büsche der Acacia ramulosa, Mallee und Samphire sowie Melden. 35 % der Insel sind mit Buffalo Grass (Stenotaphrum secundatum) bewachsen und an den Küsten gedeihen Mangroven.

## Flora und Fauna
Durch die landwirtschaftliche Nutzung ging die ursprüngliche Insel-Tierwelt verloren und zur Rückführung auf ihren Naturzustand mussten durch den AWC mehr als 2000 Ziegen, alle eingeschleppten Tiere wie Katzen, Füchse und Pflanzenfresser entfernt werden. Anschließend gelang es der AWC, vier bedrohte Arten wie den Lesueur-Bürstenkänguru, Gould-Maus, Gebändertes Hasenkänguru, Streifen-Langnasenbeutler wieder anzusiedeln. Inzwischen sind 36 Echsen- und 127 Vogelarten heimisch, ferner migrieren Vögel aus Sibirien. Die Küste der Insel beleben drei bedrohte Meeresschildkröten, Dugongs (Seekühe) und Tigerhaie. Da Faure Island vom Shark Bay Marine Park umschlossen wird, befinden sich in den Gewässern vor der Insel Seegräser, darunter Wooramel Seegras.

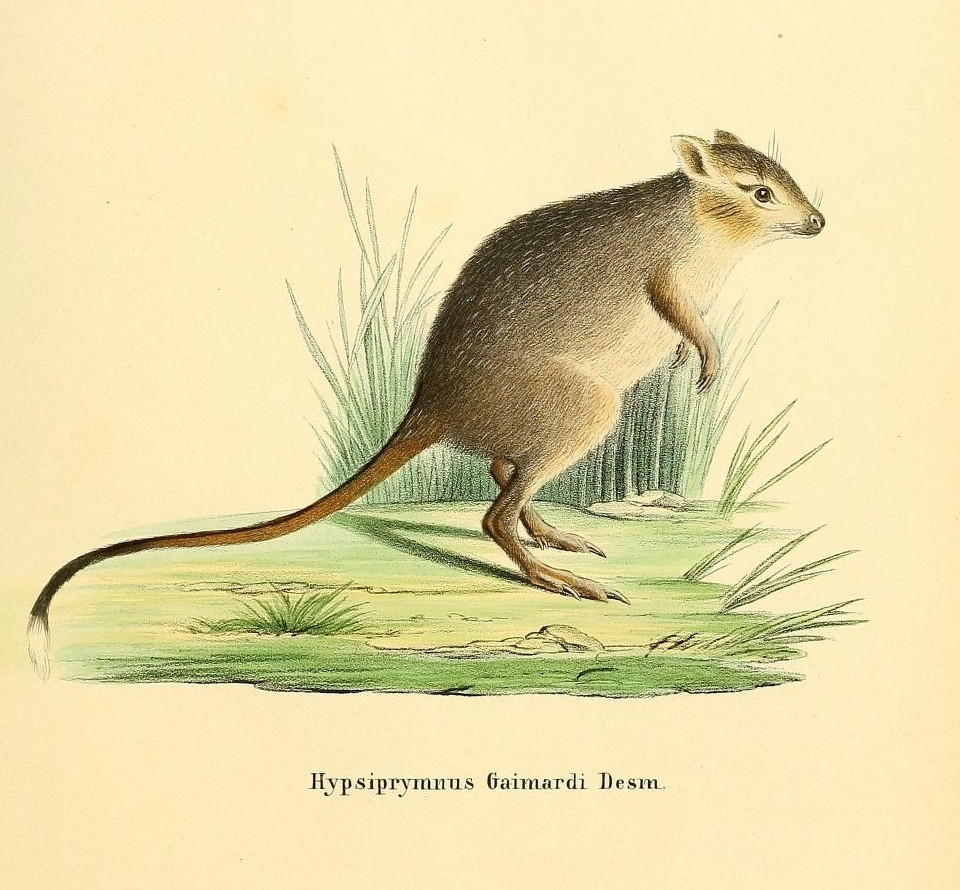
Lesueur-Bürstenkänguru
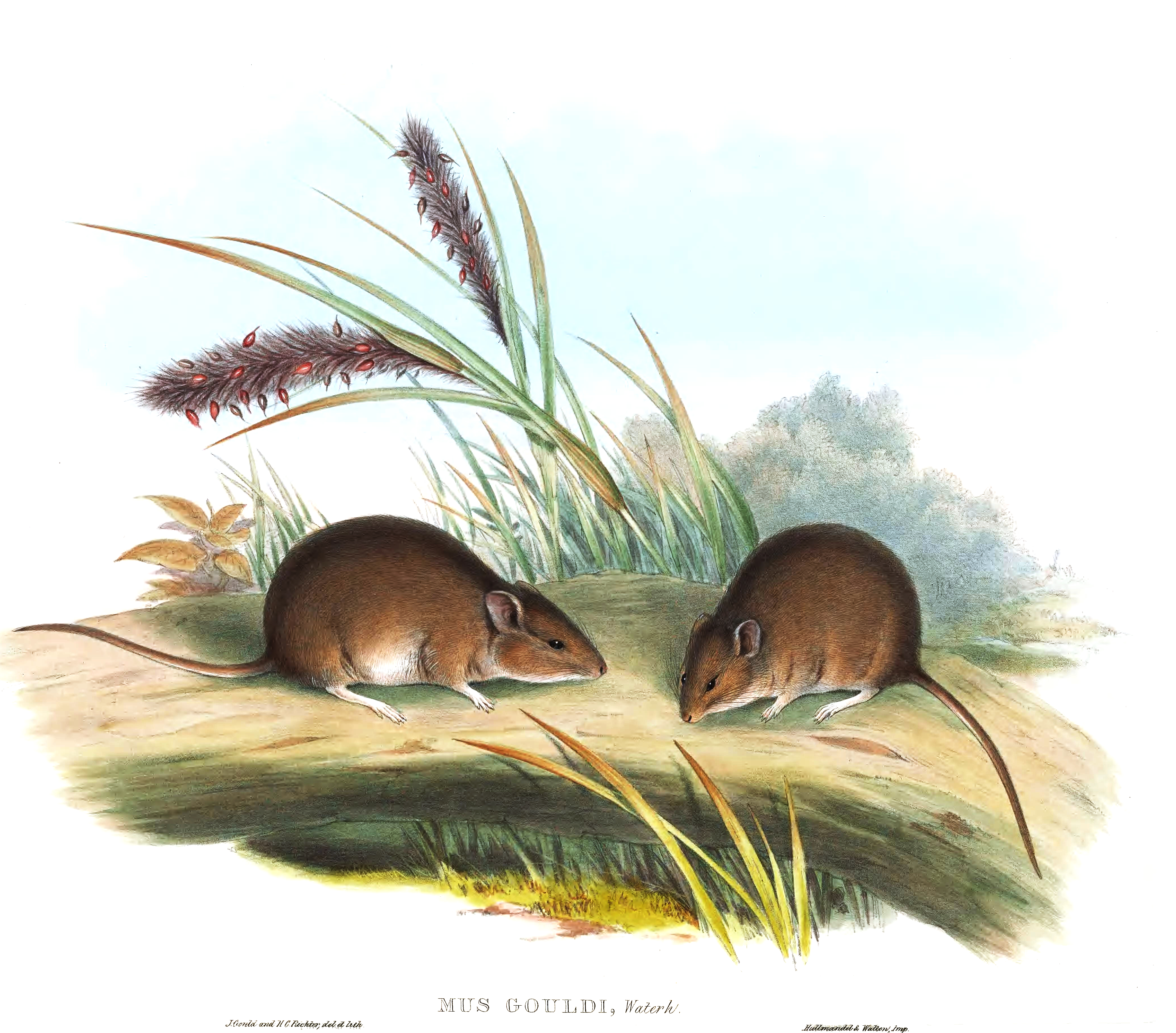
Gould-Maus
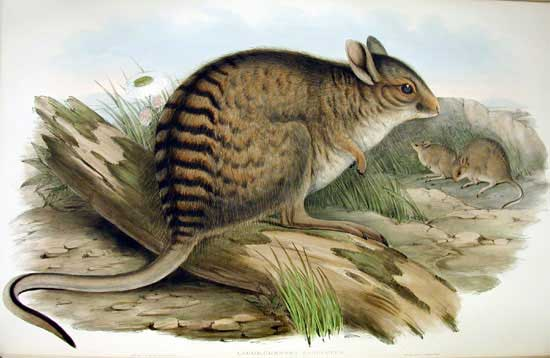
Gebändertes Hasenkänguru
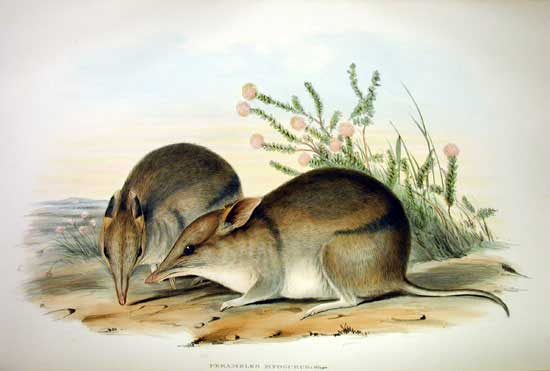
Streifen-Langnasenbeutler

## Klima
Das Klima ist semiarid bis aride mit heißen Sommern und milden Wintern. Regen fällt selten, hauptsächlich im südlichen Winter. Die durchschnittliche Menge an Regenniederschlag je Jahr beträgt 220 Millimeter. Zyklone bringen manchmal im Sommer und im Herbst Regen.